# Robert Schuman
Ne doit pas être confondu avec le compositeur allemand Robert Schumann.
Pour les articles homonymes, voir Schuman.
Robert Schuman (/ʁɔbɛʁ ʃuman/), né Jean-Baptiste Nicolas Robert Schuman le 29 juin 1886 à Luxembourg (Luxembourg) et mort le 4 septembre 1963 à Scy-Chazelles (Moselle), est un homme d'État français. Sous-secrétaire d'État pendant la Troisième République puis ministre pendant la Quatrième République, notamment aux Affaires étrangères et président du Conseil des ministres à deux reprises, Schuman a exercé par ailleurs les fonctions de président du Parlement européen.
Il est considéré comme l'un des pères fondateurs de la construction européenne aux côtés de Jean Monnet, Walter Hallstein, Konrad Adenauer, Johan Willem Beyen, Paul-Henri Spaak, Joseph Bech et Alcide De Gasperi.
L'Église catholique a entamé le procès canonique en vue de sa béatification. Le 19 juin 2021, il est déclaré vénérable par le pape François.

## Biographie

### Enfance

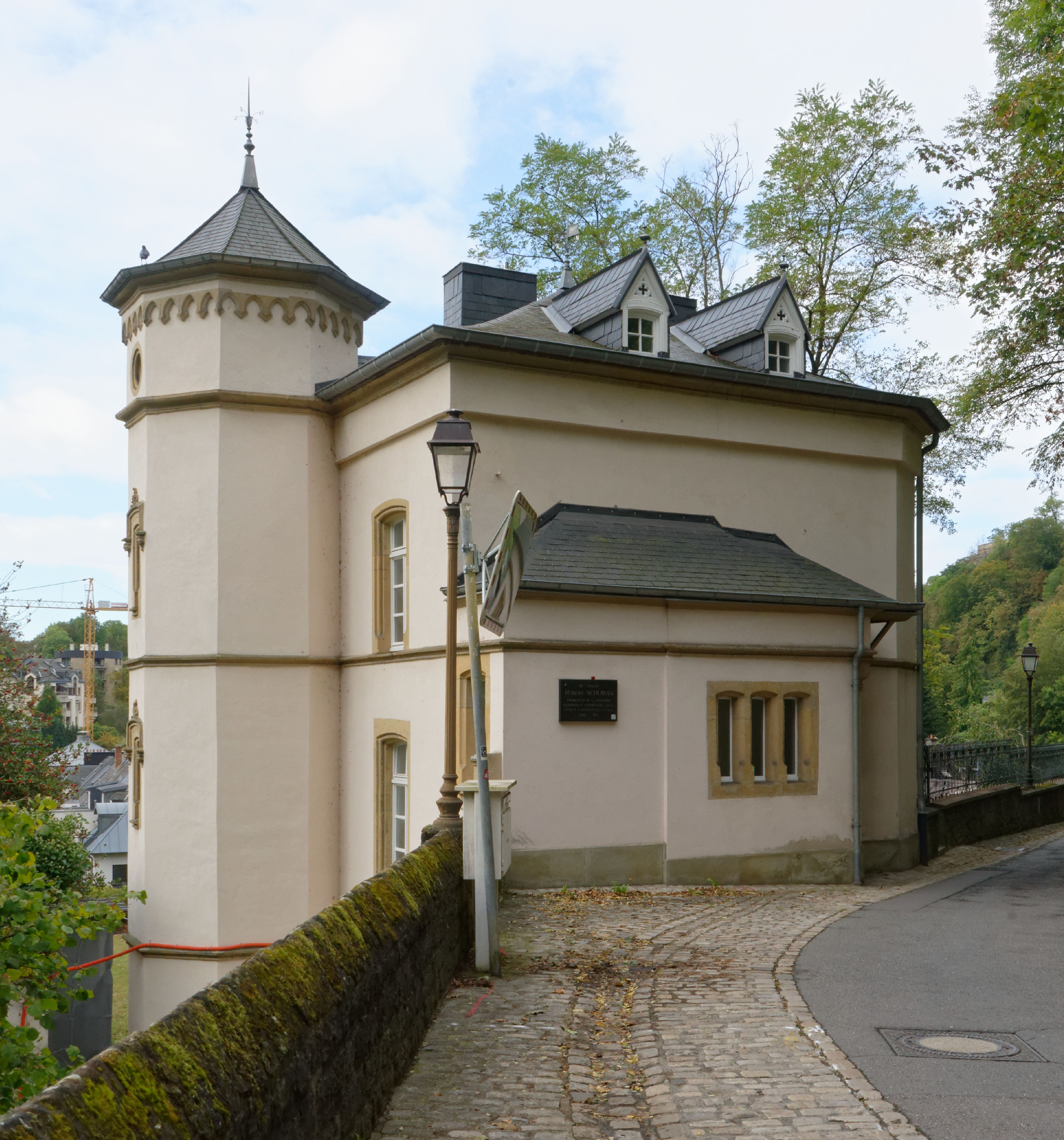
Maison natale de Robert Schuman à Clausen, un quartier de la ville de Luxembourg.

Le père de Robert Schuman, Jean-Pierre Schuman (1837-1900), est né Français de langue luxembourgeoise à Évrange, un village lorrain à la frontière franco-luxembourgeoise. En 1871, après l'annexion d'une partie de la Lorraine par l'Allemagne, il devient Allemand. La mère de Robert Schuman, Suzanne Eugénie Duren (1864-1911), une Luxembourgeoise née à Bettembourg, acquiert la nationalité allemande lors de son mariage avec Jean-Pierre Schuman. Bien qu'il soit né à Clausen, un faubourg de la ville de Luxembourg où sa maison natale existe toujours, à moins de 300 mètres du bâtiment du secrétariat général du Parlement européen qui porte son nom, Robert Schuman est Allemand de naissance en tant que citoyen du Reichsland d'Alsace-Lorraine.
Le jeune Robert Schuman fréquente l'école primaire et secondaire (l'Athénée) dans la capitale du Grand-Duché, où il apprend notamment le français, sa langue maternelle étant le luxembourgeois, sa deuxième l'allemand standard. Puisque le diplôme luxembourgeois n'est pas reconnu en Allemagne, il passe, en 1904, son Abitur (baccalauréat) au Lycée Impérial de Metz, alors ville allemande.
Son père étant mort en 1900 alors qu'il n'avait que 14 ans, Robert Schuman vit douloureusement la mort de sa mère en 1910. À 24 ans, n'ayant plus ni père ni mère, le jeune homme songe un moment au sacerdoce avant d'y renoncer sur les conseils d'un ami. Il poursuit alors ses études supérieures de droit en Allemagne à Bonn, Berlin, Munich et Strasbourg, puis ouvre un cabinet d'avocat à Metz, en juin 1912. Parallèlement à ses études, il s'investit à la Conférence Olivaint dont il demeure un fidèle compagnon de route.

### Première Guerre mondiale
En 1913, il préside la partie francophone du grand rassemblement laïc catholique, le Katholikentag, tenu à Metz en présence de l'empereur Guillaume II et du cardinal Vanutelli, mandaté par le pape Pie X. Un an plus tard, la Première Guerre mondiale éclate. Bien que réformé de l'armée en 1908 pour raisons médicales, il est incorporé comme simple soldat dans l'armée allemande en 1914 et affecté en 1915 à l'administration territoriale (Kreis) à Bolchen, devenue Boulay.
Huit jours après l'Armistice, le 19 novembre 1918, les troupes françaises entrent dans Metz et il faut changer l'administration et les structures politiques locales. Robert Schuman devient alors membre de la commission municipale de Metz. C'est par ce biais que Robert Schuman, âgé de 32 ans, entre dans la vie politique.

### Entre-deux-guerres

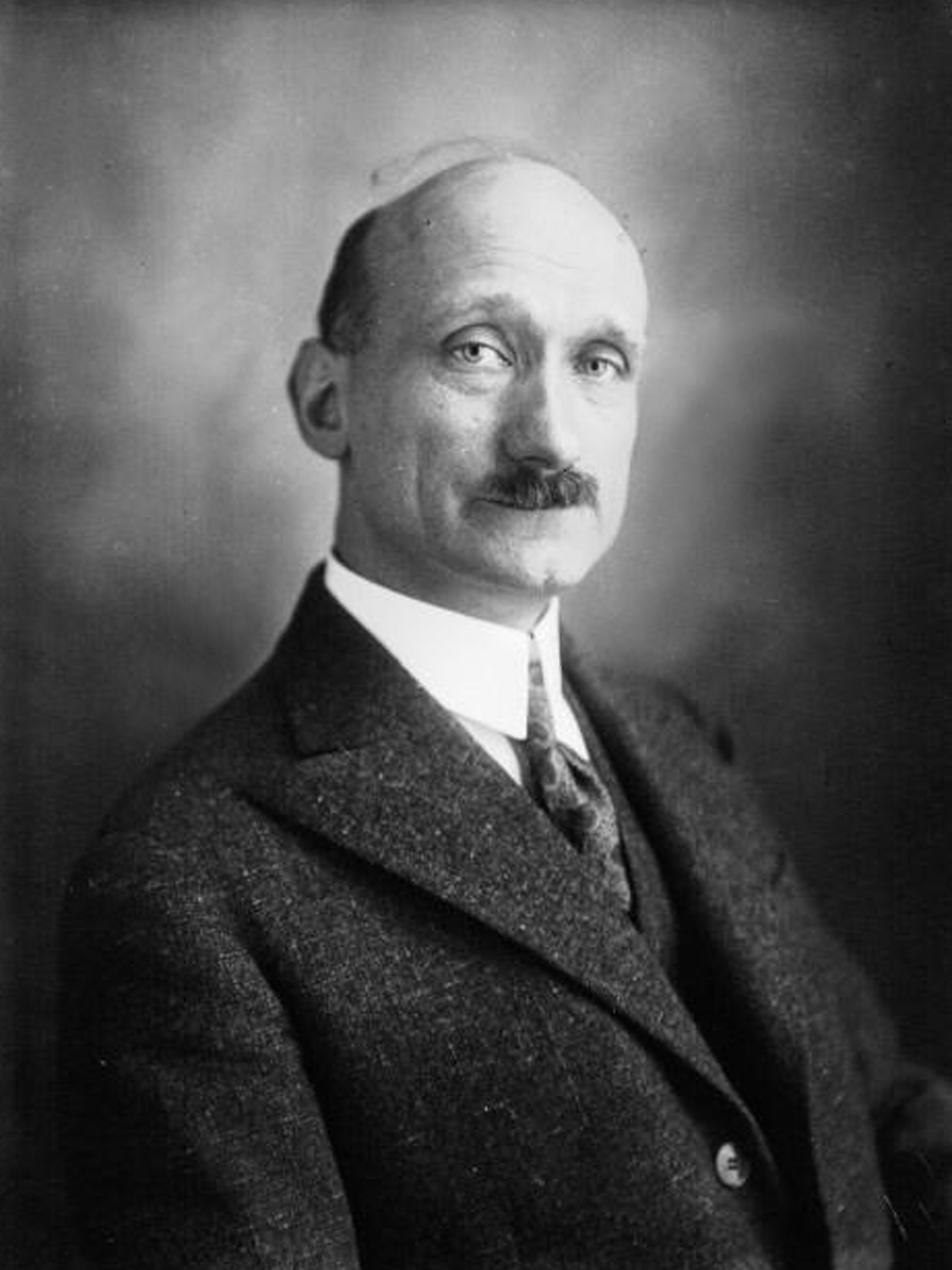
Portrait de Robert Schuman, député de la Moselle (1929).

Par le traité de Versailles, l'Alsace-Lorraine redevient française à l'été 1919. Le district de Lorraine (Bezirk Lothringen) devient le nouveau département de la Moselle, dont Metz reste la préfecture, bien différent de l'ancien département qui avait existé entre 1790 et 1871. Schuman, devenu citoyen français, est candidat de l'Union républicaine lorraine, il est élu lors des élections de novembre 1919 comme député de la Moselle et fait son entrée au Parlement.
Lors des débats à l'Assemblée sur l'introduction intégrale du droit français en Alsace-Moselle, il milite pour le maintien du concordat et du statut scolaire. À l'été 1924, il parle au nom de 21 députés alsaciens et mosellans sur 24 ; le 19 juin 1924 il avertit : « Poursuivre la réalisation d’un tel programme serait non seulement contraire aux principes démocratiques si souvent invoqués dans la déclaration ministérielle mais ce serait jeter dans notre région un trouble grave au sujet duquel nous déclinons toute responsabilité ». Le lendemain, le quotidien Le Lorrain (Metz), estime que « M. Schuman a donné au gouvernement un solennel avertissement ».
En mars 1925, il affirme son rejet de l'école laïque républicaine dans la revue Notre Droit : « L'école laïque est la grande machine à déchristianiser la France. Nous la repoussons ».
Robert Schuman prend ses distances avec la mouvance autonomiste et œuvre pour une solution mixte qui favorise l'assimilation juridique progressive en conservant des dispositions essentielles aux yeux des Alsaciens-Mosellans. Il cultive les relations avec les Alsaciens et relativise la critique d'une domination alsacienne dans le Reichsland. Surtout, il s'allie avec le syndicaliste alsacien Henri Meck, fondateur des syndicats chrétiens et député de Molsheim, qui connaît bien la Moselle. Le compromis accepté par le Parlement donne naissance au droit local en Alsace et en Moselle en tant que dispositif particulier au sein du droit français.
Il siège en tant que député jusqu'en 1940. Il est membre de la commission de législation civile et criminelle de 1919 à 1929 et de 1939 à 1940, de la commission d’Alsace-Lorraine de 1919 à 1940, secrétaire de cette commission de 1920 à 1927, vice-président de 1927 à 1929, président de 1929 à 1936. À partir de 1936, il siège au conseil général de la Moselle pour le canton de Cattenom.

### Seconde Guerre mondiale
En 1938, la crainte d'une nouvelle guerre « fratricide » lui fait accueillir positivement les accords de Munich mais la Seconde Guerre mondiale éclate en septembre 1939. En mars 1940, dans la mesure où il est un élu mosellan, Robert Schuman est nommé sous-secrétaire d'État aux réfugiés dans le gouvernement Paul Reynaud. Après l'offensive allemande du 10 mai 1940, Robert Schuman estime dès le 12 juin qu'il « faut mettre bas les armes ». Le 16 juin 1940, il est confirmé à son poste de sous-secrétaire d'État et fait ainsi partie du premier gouvernement Pétain. Le 10 juillet 1940, il vote pour les pleins pouvoirs au maréchal Pétain. Toutefois, il ne siège pas dans ce gouvernement et en démissionne deux jours plus tard.
La Moselle est annexée de fait par le Reich nazi quelques jours plus tard, intégrée au Gau Westmark — dont le chef-lieu est Sarrebruck — et Robert Schuman, rentré en Moselle, est arrêté par la Gestapo et mis au secret dans la prison de Metz, avant d'être transféré à Neustadt en Rhénanie-Palatinat le 13 avril 1941, grâce à un allègement de ses conditions de détention obtenu par Heinrich Welsch.
Durant son assignation en résidence surveillée, il s'entretient avec ses visiteurs en luxembourgeois, de façon qu’on ne puisse pas suivre ses conversations.
Âgé de 56 ans, il s'évade et réussit à rejoindre la zone libre dans la Vienne le 13 août 1942, en franchissant la ligne de démarcation à Vernon après avoir passé dix jours à l'abbaye de Ligugé. Il passe également par la Trappe de Notre-Dame-des-Neiges, en Ardèche. Il s'installe à Lyon où vivaient beaucoup de Mosellans expulsés. Par l'intermédiaire de son ami le commissaire de police Charles-Albert Watiez, il garde un contact étroit avec beaucoup de réfugiés et il participe au comité lorrain qui se met en place à Lyon avec Robert Sérot, Gabriel Hocquard, Ségolène de Wendel, Paul Durand, le docteur Melchior et René Jager.

### Libération et épuration
À la Libération, le ministre de la Guerre, André Diethelm, exige que « soit vidé sur-le-champ ce produit de Vichy » en parlant de Schuman. Cette qualification vient de son vote du 10 juillet 1940 et comme « ex-ministre de Pétain ». Son vote des pleins pouvoirs à Pétain le met sous le coup de l'inéligibilité automatique prévue par l'ordonnance du 21 avril 1944 et, comme ancien ministre de Pétain, il est frappé « d’indignité nationale ». Soucieux de reprendre des responsabilités politiques, il finit par écrire au général de Gaulle, le 24 juillet 1945, pour lui demander de revenir sur cette décision. Des alliés de Schuman interviennent auprès du chef du gouvernement provisoire pour appuyer cette demande. Charles de Gaulle décide que l'affaire soit classée.
En effet, le 16 juin 1940, Schuman avait été reconduit par le maréchal Pétain, sans être consulté, dans les fonctions qu'il occupait au sein du cabinet de Paul Reynaud, démissionnaire. Quelques jours après cette nomination, Schuman remettait sa démission au gouvernement Pétain, sans y avoir siégé, démission acceptée au moment de la formation du premier gouvernement du régime de Vichy ; membre involontaire d'un cabinet de transition qu'il n'a jamais vu, il subit néanmoins, au lendemain de la guerre, des vexations pour avoir fait partie du gouvernement Pétain.
La commission de la Haute Cour prononce un non-lieu en sa faveur concernant son inéligibilité,, le 15 septembre 1945 et Robert Schuman reprend sa carrière dans la politique française. Il devient le premier parlementaire ayant voté les pleins pouvoirs au maréchal Pétain à devenir ministre après la Libération.

### IVeRépublique
Sous la IVe République, il retrouve son siège de député de la Moselle, de 1946 à 1962.
Le 14 juillet 1946, il accueille Winston Churchill à Metz en compagnie du général Julliot, gouverneur de Metz. Winston Churchill prononce un discours en faveur de l'unité européenne.
Il est ministre des finances en 1946 dans le gouvernement Bidault, puis devient président du Conseil des ministres fin 1947 (MRP) et ministre des Affaires étrangères de 1948 à 1952. Il est l'un des grands négociateurs de tous les traités majeurs de cette période marquée par la nécessité d'organiser l'Europe de l'Ouest sur les plans politique, économique et militaire avec l'aide des États-Unis (Conseil de l'Europe, pacte de l'Atlantique nord, CECA, etc.) et le début de la guerre froide en Europe.
Il est ministre de la justice entre février 1955 et janvier 1956. Il cosigne alors avec le général Kœnig une circulaire disposant que les plaintes faisant suite à « de prétendues infractions » attribuées aux forces de l’ordre soient classées sans suite,.

### Temps de la construction européenne
Son collaborateur et ami Jean Monnet lui fait part de l'urgente nécessité pour la France de se faire une alliée de l'Allemagne et rédige un projet destiné à donner naissance à une Fédération européenne. Ayant fait accepter le projet en un temps record par les ministres des Affaires économiques du Royaume-Uni, des trois pays du Benelux et de l'Italie réunis dans le plus grand secret à Paris le 8 mai 1950, puis par Konrad Adenauer auprès de qui il a dépêché un émissaire spécial et enfin par le gouvernement Bidault en conseil des ministres le 9 mai en fin de matinée, Robert Schuman concrétise l’initiative en proposant par sa déclaration du 9 mai 1950, de placer la production franco-allemande du charbon et de l’acier sous une Haute Autorité commune, dans une organisation ouverte à la participation des autres pays d'Europe. Suivi de rencontres discrètes, comme à Luxeuil-les-Bains en juillet 1950, le plan Schuman entraîne la signature du traité de Paris le 18 avril 1951 créant la Communauté européenne du charbon et de l'acier (CECA) qui est à l'origine de l'Union européenne.
Chaque année, le 9 mai, le Jour de l'Europe commémore ce qui constitue, selon Jacques Delors, le geste politique le plus important de ces dernières décennies.
En 1953, chargé du dossier marocain (le Maroc, comme protectorat, dépendait des Affaires étrangères), Schuman tente de s'opposer à la déposition du sultan Sidi Mohammed, ce qui lui vaut d'être évincé du gouvernement. Le sultan Sidi Mohamed a été déposé le 20 août 1953 alors que Robert Schuman n'est plus ministre depuis 8 mois.
Dans le cadre de son implication dans la construction européenne, Robert Schuman a des contacts avec le Comité américain pour une Europe unie à partir du début des années 1950 jusqu'en 1960,. En 1951, Robert Schuman accepte notamment de participer à une réunion de promotion organisée aux États-Unis par le Comité américain afin de convaincre l'élite américaine de soutenir le fédéralisme européen,.
Il est président du Mouvement européen international de 1955 à 1961. Pendant cette période, il est également, de 1958 à 1960, le premier président du Parlement européen, lequel lui décerne, à la fin de son mandat, le titre de Père de l'Europe. En 1958, il est lauréat du Prix international Charlemagne d'Aix-la-Chapelle.

### Loisirs
Robert Schuman est bibliophile. En particulier, tout au long de sa vie, il collectionne les autographes et les ouvrages liés à la Lorraine et la Lotharingie au sens large. Sa collection compte plus de 6 000 objets. Elle est dispersée aux enchères en 1965, à l'exception d'un legs de 23 documents à l'Institut catholique de Paris.

### Fin de vie

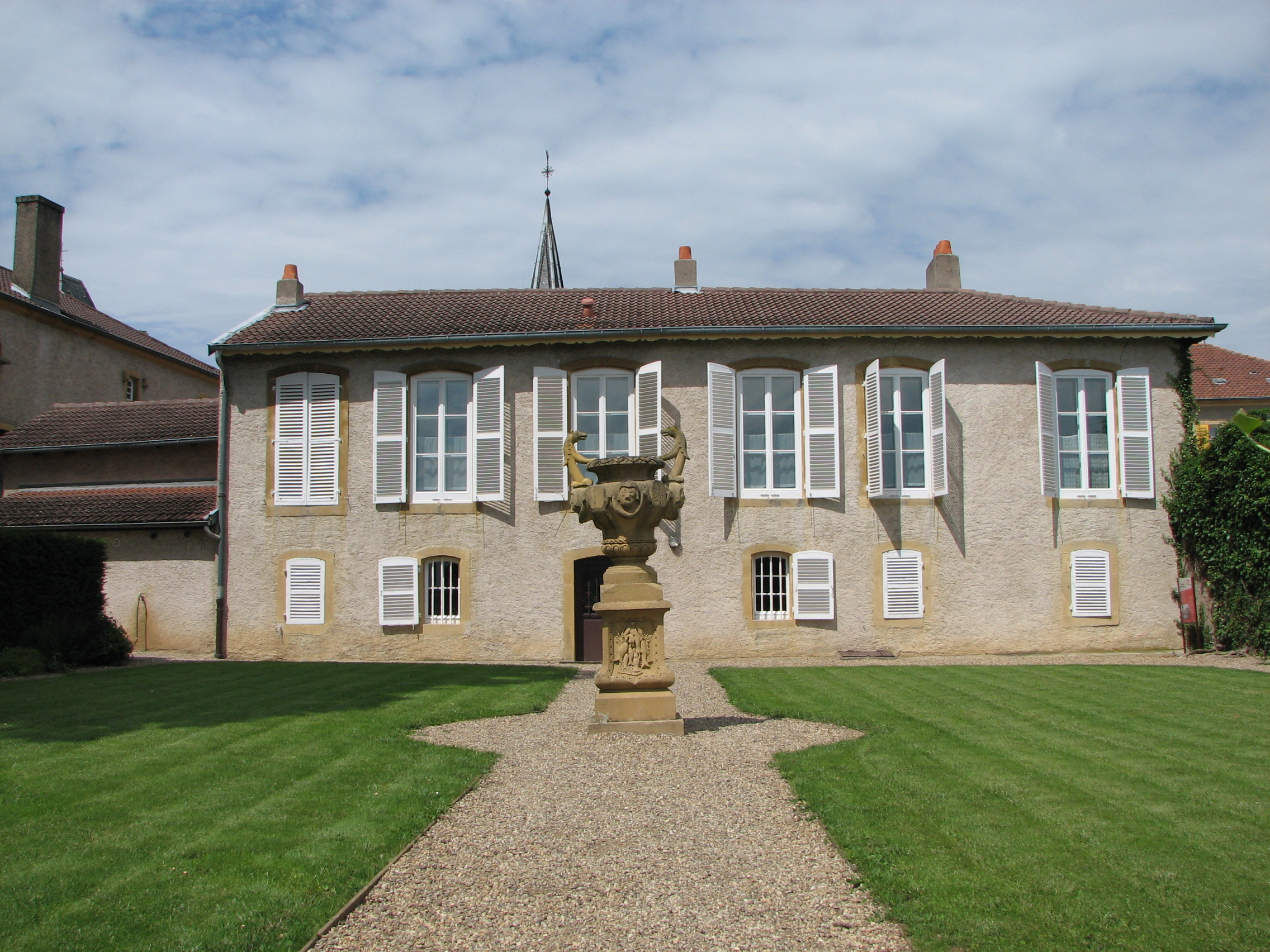
Maison de Robert Schuman à Scy-Chazelles.

Robert Schuman se retire de la politique en 1962 et retrouve sa maison de Scy-Chazelles. Pendant les derniers mois de sa vie, il s'intéresse à l'actualité politique et européenne même s'il prend la décision de ne pas intervenir publiquement.
Robert Schuman meurt à soixante-dix-sept ans le 4 septembre 1963 à son domicile de Scy-Chazelles, près de Metz. Ses obsèques sont célébrées le 7 septembre 1963 dans la cathédrale de Metz.
En 1966, sa dépouille est transférée dans la petite église fortifiée Saint-Quentin, en face de sa maison devenue la Maison de Robert Schuman, qui appartient au conseil départemental de la Moselle.

## Mandats politiques
Robert Schuman est :
- député de la Moselle de 1919 à 1962 ;
- conseiller général dans le canton de Cattenom de 1937 à 1940 ;
- président de l'Assemblée parlementaire européenne de 1958 à 1960.

## Fonctions gouvernementales
- Sous-secrétaire d'État aux réfugiés :
  - Gouvernement Reynaud du 21 mars au 16 juin 1940,
  - Gouvernement Pétain du 16 juin au 10 juillet 1940 (n’a pas siégé[17], démission approuvée par décret du 12 juillet[18]) ;
- Ministre des finances du 24 juin 1946 au 24 novembre 1947 :
  - Gouvernement Bidault I du 24 juin au 16 décembre 1946,
  - Gouvernement Ramadier I du 22 janvier au 22 octobre 1947,
  - Gouvernement Ramadier II du 22 octobre au 24 novembre 1947 ;
- Président du Conseil :
  - Gouvernement Robert Schuman (1) du 24 novembre 1947 au 26 juillet 1948,
  - Gouvernement Robert Schuman (2) du 5 septembre 1948 au 7 septembre 1948 ;
- Ministre des Affaires étrangères du 26 juillet 1948 au 8 janvier 1953 :
  - Gouvernement Marie du 26 juillet 1948 au 5 septembre 1948,
  - Gouvernement Queuille I du 11 septembre 1948 au 28 octobre 1949,
  - Gouvernement Bidault II du 29 octobre 1949 au 2 juillet 1950,
  - Gouvernement Queuille II du 2 au 12 juillet 1950,
  - Gouvernement Pleven I du 12 juillet 1950 au 10 mars 1951,
  - Gouvernement Queuille III du 10 mars au 11 août 1951,
  - Gouvernement Pleven II du 11 août 1951 au 20 janvier 1952,
  - Gouvernement Faure I du 20 janvier au 8 mars 1952,
  - Gouvernement Pinay du 8 mars 1952 au 8 janvier 1953 ;
- Ministre de la Justice, garde des Sceaux du 23 février 1955 au 24 janvier 1956 :
  - Gouvernement Faure II du 23 février 1955 au 24 janvier 1956.

## Distinctions et récompenses
- Grand-Croix de l'ordre de Tadj (Nishan-i-Taj-i-Iran)  Iran
- Ordre de Pie IX  Vatican (1956)
- 1958 : prix international Charlemagne d'Aix-la-Chapelle
- 1959 : prix Érasme
- Grand-croix de l’ordre du Mérite de la République fédérale d'Allemagne (1959)

## Hommages
De nombreux hommages sont rendus à Robert Schuman :
- le Parlement européen décerne à sa mémoire le « prix Robert Schuman pour l'Europe » ;
- l'université de Bonn, où il a été étudiant en droit, décerne à sa mémoire une médaille et un prix Robert Schuman ;
- la Fondation Robert-Schuman à Bruxelles décerne un prix à son nom et organise des colloques européens et internationaux ;
- la Fondation Alfred Toepfer décerne aussi chaque année un prix Robert Schuman pour l'Unité européenne ;
- les villes de Luxembourg, Trèves, Metz et Sarrebruck ont instauré en 1991 le plus important prix d'art de la Grande Région, le Prix d'art Robert Schuman ;
- le 20 octobre 2012, un monument en hommage aux Pères fondateurs de l'Europe, réalisé par l'artiste russe Zourab Tsereteli, est dévoilé devant la maison de Schuman à Scy-Chazelles. Les statues représentent les quatre fondateurs de l'Europe Alcide De Gasperi, Robert Schuman, Jean Monnet et Konrad Adenauer ;
- le 9 mai 2019, lors de la journée de l'Europe, les élus départementaux mosellans rencontrent une délégation de la Sarre voisine, avec son ministre-président, à Scy-Chazelles, dans la maison de Robert Schuman. Il s'agit de déterminer une date pour célébrer le vote solennel et à l'unanimité, par le Conseil départemental de la Moselle, de la demande de différenciation territoriale par un eurodépartement. Ce projet est placé d'emblée sous le haut patronage de Robert Schuman, dont le parcours de vie est marqué à la fois par l'histoire locale, nationale et par sa vision de l'espace européen.
- Plusieurs lieux portent le nom de Robert Schuman :
  - le boulevard Robert-Schuman à Nantes ;
  - la place Robert-Schuman à Toulouse ;
  - le square Robert-Schuman à Montrouge ;
  - le square Robert-Schuman à Paris ;
  - le lycée Europe Robert Schuman, ouvert en 1971 à Cholet[32] ;
  - le ministre Christian Fouchet a inauguré à Metz le 26 avril 1964, un lycée portant le nom de Robert Schuman ;
  - en 1972, le lycée de jeunes filles de la ville de Luxembourg a été renommé lycée Robert Schuman, au moment de l'entrée en vigueur de la mixité dans les lycées au Luxembourg[33] ;
  - à Bruxelles, le rond-point séparant le Berlaymont du Justus Lipsius porte son nom, et par extension la gare et la station de métro en dessous, ainsi que le tunnel ferroviaire ;
  - le centre de congrès Metz Congrès Robert Schuman, inauguré en septembre 2018 dans le quartier de l'Amphithéâtre, porte le nom de Robert Schuman[34],[35],[36] ;
  - l'institut universitaire de technologie de Strasbourg ;
  - le groupe hospitalier Robert Schuman au Luxembourg.

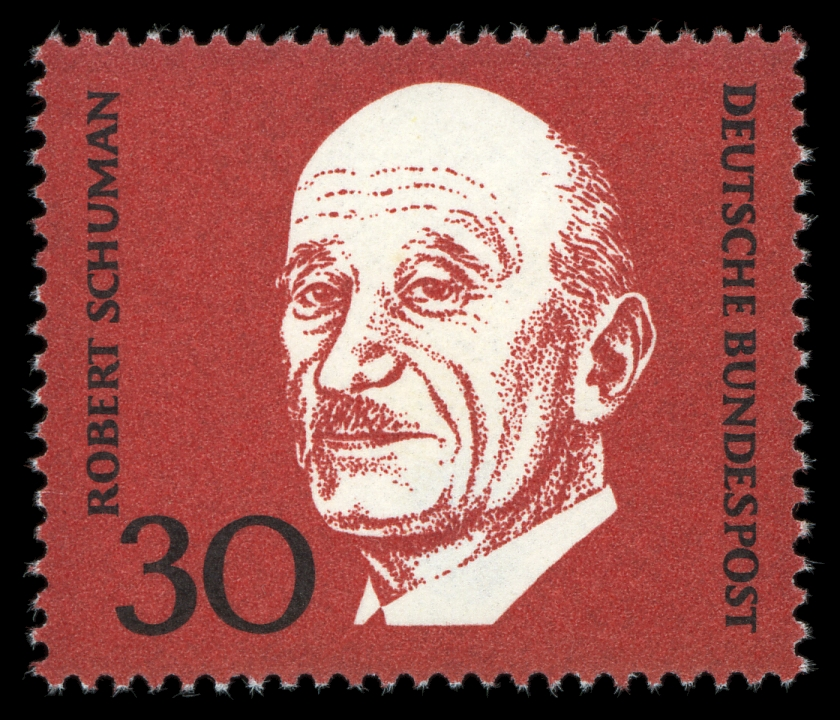
Robert Schuman Timbre allemand de 1968.
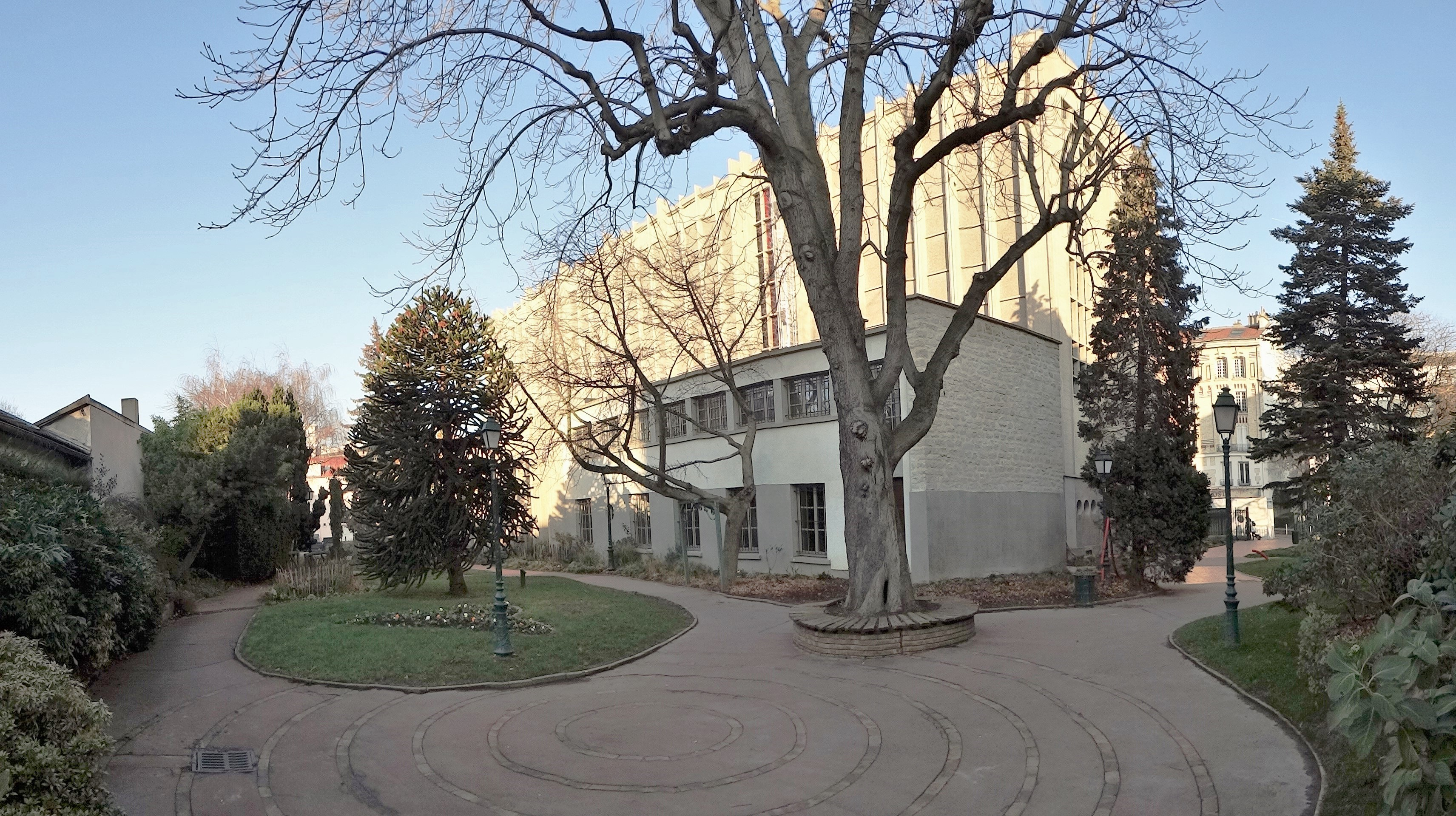
Square Robert Schuman, Montrouge.
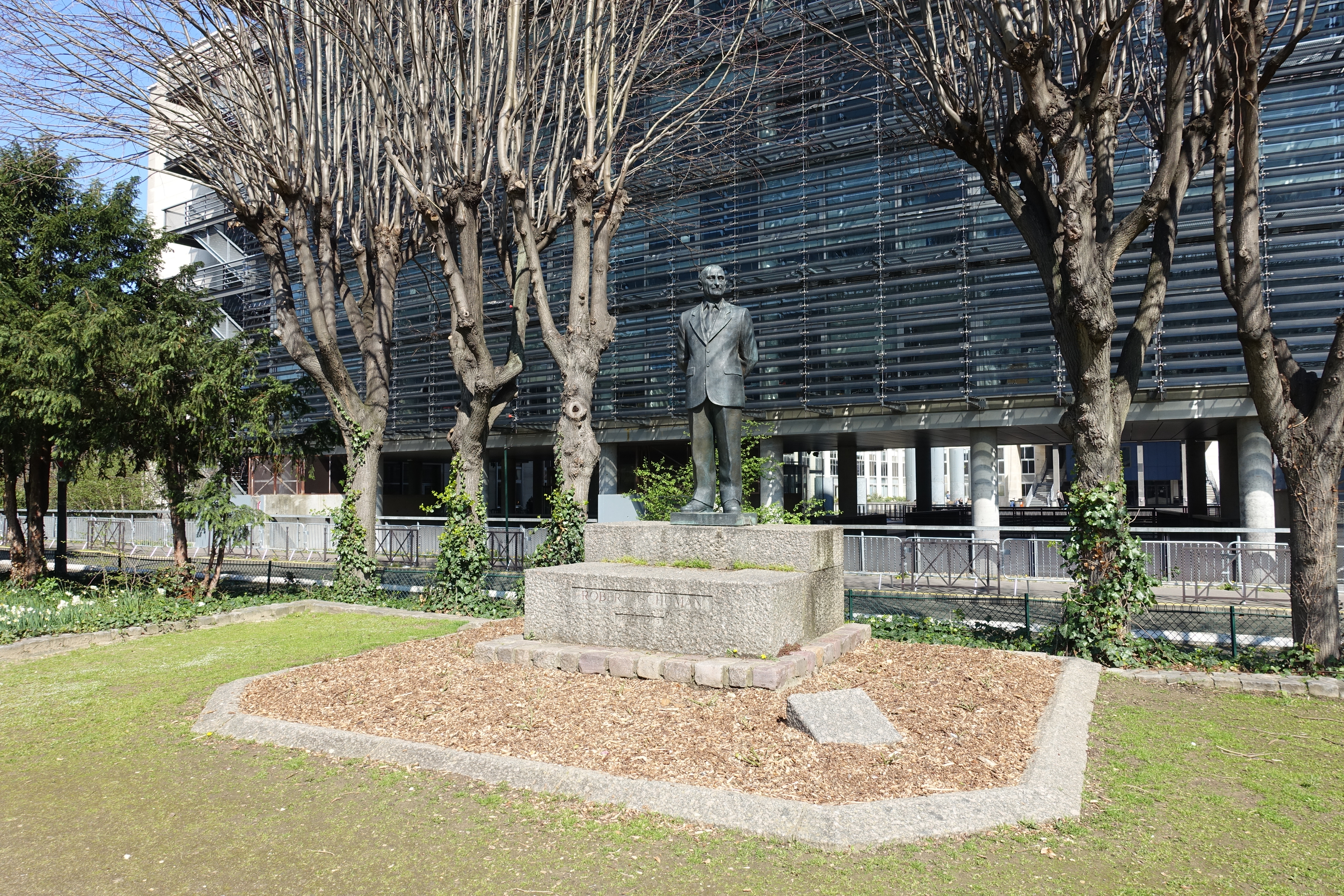
Statue dans le square Robert-Schuman à Paris.
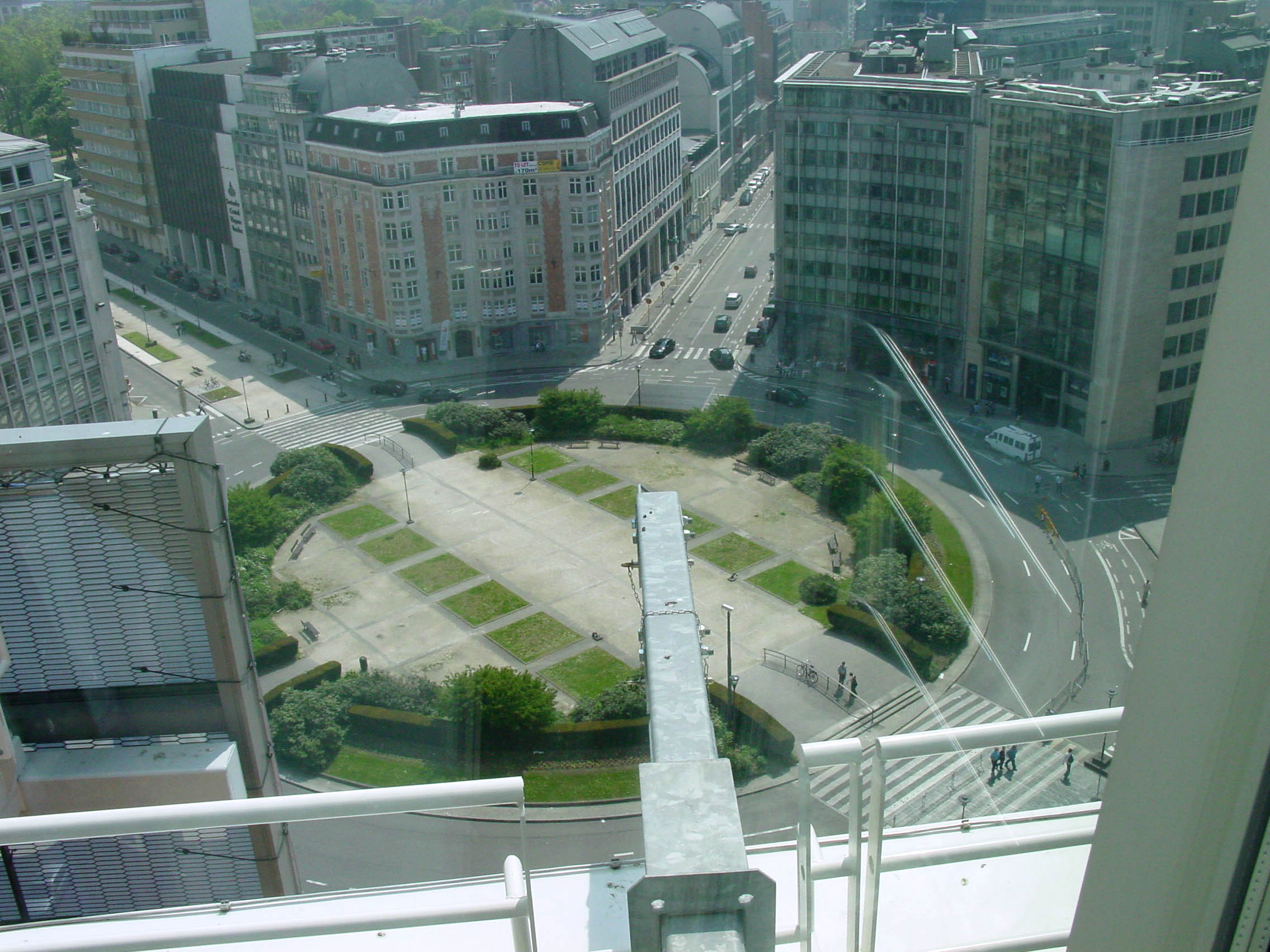
Rond-point Robert-Schuman à Bruxelles.

## Procès en béatification
Un procès en béatification de Robert Schuman a été ouvert par l'Église catholique : Pierre Raffin, évêque de Metz, a autorisé l'ouverture du procès en 1990. En 2004, le procès diocésain a été clos. En 2021, le pape François reconnait ses « vertus héroïques » qui lui permettent désormais d'être vénérable. Selon le dossier établi par le diocèse de Metz : « le statut de vénérable atteste de l'héroïcité des vertus du "serviteur de Dieu" ».